# Бодљикава жица (филм из 1996)
Бодљикава жица (енгл. Barb Wire) је амерички суперхеројски филм из 1996. године, снимљен по истоименом стрипу Криса Ворнера, у режији Дејвида Хогана, а по сценарију Чака Фарера и Ајлин Чајкен. Главну улогу игра Памела Андерсон, док се поред ње појављују Темуера Морисон, Викторија Ровел, Џек Ноусворти, Ксандер Беркли, Удо Кир и Стив Рејлсбек.

## Радња
Година је 2017. САД. Време је после Другог грађанског рата. Оно што се некада звало Конгрес САД сада њиме владају фашистичким методама. Демократија је срушена, тиранија влада, закони ратовања су на снази. Само Стил Харбор („Челични залив“), последњи слободни град, острво умируће независности, растргано хаосом и злочином, има нову врсту плаћеника, од којих већина вози моторе. Најпопуларније место у Стил Харбору је „Хамерхед Бар и Грил“. Име његове власнице, лепотице по имену Барб Вајер, окружено је легендама. Када негативне емоције преплаве атмосферу у њеном локалу, она лично делује као избацивач и нико још није успео да изађе на крај са њом. А пошто су сада тешка времена, Барб има још један посао: она је „ловац на главе“, зарађује хватајући одбегле дужнике и криминалце. Барбин кредо је да никада не стане ни на чију страну, јер је то једини начин да опстане у постојећим условима. Једина особа коју воли и до које јој је стало је њен слепи млађи брат Чарли.
У овом слободном граду, црна активисткиња покрета „Отпора“ др. Корин је у друштву Аксел Худа, за кога се испоставило да је бивши љубавник Барб Вајер. Мора да пошаље докторку у Канаду да упозори „Комисију за примирје“ о ужасном биолошком оружју, које може довести до глобалне катастрофе. Акселу је потребна помоћ, и он зна да му је само Барб може пружити.
После тешких искушења, крвавих борби, смрт Чарлија Барба успева да прокријумчари докторку преко границе, али ту није крај.